# تذکرةالاولیاء
تذکرةالاولیاء کتابی عرفانی است به نثر ساده و در قسمت‌هایی مسجع، که در شرح احوال بزرگان اولیاء و مشایخ صوفیه توسط فریدالدین عطار نیشابوری به فارسی نوشته شده‌است.

## نام کتاب
«تذکره» از نظر لغوی به معنای یادآوری کردن است و به کتاب‌هایی گفته می‌شوند که در آن افرادی وجود دارند که در یک امری خاص اتفاق نظر داشته و شهره به امری هستند و دربارهٔ احوال و اقوال آن‌ها مطالبی نوشته می‌شود. «اولیا» نیز به معنای عارفان است.

## موضوع کتاب
تذکرةالاولیاء کتابی دربارهٔ زندگی، حالات، اندیشه‌ها و سخنان عارفان و مشایخِ تصوف است، و به ذکر مکارم اخلاق، مواعظ و سخنان حکمت‌آمیز صوفیان بزرگ می‌پردازد. این کتاب مشتمل است بر مقدمه و ۷۲ باب که هر باب به زندگی یک صوفی پرداخته‌است و در ابتدای هر باب سخنانی مسجع در تمجید و ثنای صوفی بیان شده و سپس سخنان و داستان‌ها دربارهٔ صوفی آورده شده‌است. نخستین باب به حالات و سخنان جعفر صادق اختصاص یافته‌است، و باب هفتاد و دوم به حسین بن منصور حلاج.